# جبل العنق
جبل العُنْق جبل يقع بشمال الجمهورية التونسية، شمال غربي مدينة مجاز الباب وشرق مدينة باجة. يبلغ ارتفاعه 668 م.